# Argelos (Pirenéus Atlânticos)
Argelos é uma comuna francesa na região administrativa da Nova Aquitânia, no departamento dos Pirenéus Atlânticos. Estende-se por uma área de 6,01 km². Em 2010 a comuna tinha 292 habitantes (densidade: 48,6 hab./km²).